# Скандал в Риме
«Скандал в Риме», в оригинале: «Римские сплетни» (англ. Roman Scandals) — музыкальная комедия 1933 года, поставленная режиссёром Фрэнком Таттлом с участием популярного комика Эдди Кантора. Кантор участвовал во множестве музыкальных комедий продюсера Сэмюэла Голдвина и «Скандал в Риме» был одной из наиболее популярной из них. Сделанная с учетом массовой привлекательности, комедия в основном сквернословна и хорошо смотрится во многом благодаря очарованию Кантора. Несколько замысловатых хореографических танцевальных номеров (в постановке Басби Беркли) вплетены в сюжет, предлагая перерывы в стремительных выходках Эдди Кантора. Будучи сделанным до введения Кодекса Хейса в 1934 году фильм по тем временам казался довольно смелым. Танцовщицы ревю The Goldwyn Girls в некоторых сценах снимались полностью обнажёнными, прикрытые лишь белокурыми локонами. Здесь также пародийно обыгрываются некоторые сцены из фильмов «Бен Гур» (1925, реж. Фред Нибло) — гонки на колесницах, и «Знак креста» (1932, реж. Сесил Б. ДеМилль).

## Сюжет
Действие начинает развиваться в начале 1930-х годов в городке Западный Рим, штат Оклахома. Эдди, работающий курьером, нравится, пожалуй, всем горожанам, кроме коррумпированных властей и местного олигарха Купера, который уже построил в городке исторический музей, а теперь вознамеривается строить тюрьму. Эдди рассказывает людям, выселенным из-за строительства тюрьмы на задворки в трущобы правду о городской коррупции и за это его полиция вышвыривает из города.
После удара по голове Эдди засыпает и ему снится, что он в Древнем Риме, где его как раба продают на невольничьем рынке. Купивший Эдди трибун Йозефус называет его Эдипом. Вскоре Эдип обнаруживает, что жестокий император Валериус является мошенником и взяточником, аналогичном Куперу из его города в Оклахоме, и он намеревается это исправить. Эдип был назначен дегустатором при Валериусе, что было небезопасным, так как жена императора Агриппа постоянно пытается отравить своего мужа. Агриппа вызывает Эдипа к себе и пытается уговорить его отравить императора.  Йозефус попадает в немилость, и император изгоняет его. Йозефус просит Эдипа предупредить его возлюбленную, принцессу Сильвию, о том, что он будет ждать её с колесницей, чтобы вместе умчаться в далёкую Остию. Благонамеренное вмешательство Эдипа приводит его в камеру пыток, но он сбегает и мчится на колеснице вслед за убежавшими влюблёнными, чтобы предотвратить убийство Йозефуса в Остии.
После драматической гонки на колесницах, Эдди просыпается, чтобы вновь оказаться в Западном Риме, штат Оклахома, США, где он быстро срывает планы современным деспотам и приносит счастливый конец всем своим друзьям.

## В ролях
- Эдди Кантор — Эдди / Эдип
- Рут Эттинг — Ольга
- Глория Стюарт — принцесса Сильвия
- Эдвард Арнольд — император Валерий
- Дэвид Маннерс — Йозефус
- Верри Тисдейл — императрица Агриппа
- Алан Моубрэй — мажордом
- Джек Рутерфорд — Маниус
- Уильям Робертсон — Уоррен Финлей Купер
- Люсиль Болл — жительница трущоб / рабыня
- Джейн Дарвелл — римская банщица
- Полетт Годдар — жительница трущоб / рабыня
- Барбара Пеппер — жительница трущоб / рабыня

В титрах не указаны
- Стэнли Эндрюс — должностное лицо (впервые на экране)
- Гарри Кординг — солдат Валериев
- Фрэнсис Форд — римлянин
- Блу Вашингтон — носитель мусора

## Премьеры
- США — мировая премьера фильма состоялась 27 ноября 1933 года в Лос-Анджелесе в китайском театре Граумана и транслировалась в прямом эфире по радио[2][3].
- США — 25 декабря 1933 года прошла нью-йоркская премьера, на которой присутствовал Эдди Кантор[2][3].
- Франция — европейская премьера прошла 9 марта 1934 года в Париже (Франция)[2].
- СССР — в советском прокате с 1940 года[2].

## Факты
Согласно современным источникам, продюсер Сэм Голдвин хотел приобрести права на адаптацию для кино пьесы Бернарда Шоу «Андрокл и лев». После отказа знаменитого драматурга, Голдвин нанял Джорджа С. Кауфмана и Роберта Э. Шервуда, чтобы написать оригинальный сценарий, основанный на древнеримской теме. Согласно статье в «Нью-Йорк Таймс» 1972 года: Кауфман и Шервуд так ненавидели актёра Эдди Кантора, что в своём контракте специально включили пункт, по которому им бы им не пришлось встречаться с ним или выслушивать его мнение о сюжете. Когда Кантор всё же однажды подробно изложил свои идеи, Кауфман удалился и отказался от дальнейшей работы над сценарием. Сначала Кауфман и Шервуд ушли на больничный, Сэмюэл Голдвин нанял других авторов: Джорджа Оппенгеймера, Артура Шикмана и Ната Перрина, чтобы закончить сценарий. Когда Кауфман и Шервуд потребовали оставшуюся зарплату, Голдвин отказался платить на том основании, что они не предоставили готовый продукт, и два автора подали иск против него в январе 1934 года. Дело было рассмотрено в суде в конце августа 1936 года и 26.08.1936 в новостях сообщалось, что Кауфман и Шервуд приняли от Голдвина 20 000 долларов и согласились отказаться от всех претензий. Другой иск против Голдвина, Кантора и United Artists был подан 16 апреля 1935 года Мортом Эйсманом, Кларой Деллар и Робертом Луи Шейоном, которые утверждали, что фильм «Римские скандалы» был плагиатом пьесы Эйсмана 1929 года «Ох, шах». Дело закрывали в различных судах несколько раз в течение 1930-х годов, но окончательный результат не был подтверждён.

## Комментарии
1. ↑  Под названием «Скандал в Риме» фильм демонстрировался в прокате СССР.